# Robert McClain
Pour les articles homonymes, voir McClain.
(en) Statistiques sur pro-football-reference
Robert McClain (né le 22 juillet 1988 à Lusby) est un joueur américain de football américain. Il joue actuellement avec les Chargers de Los Angeles.

## Enfance
Robert joue à la Patuxent High School. Lors de sa dernière année, il reçoit les honneurs de différents magazines comme le Washington Post. Il joue alors au poste de running back et defensive back, marquant douze touchdowns sur des courses et quatre touchdowns à la passe. Il se spécialise comme returner et marque cinq touchdown en remontant le terrain (kick off return). Il joue notamment avec Terry Caulley.

## Carrière

### Université
Il arrive en 2006 à l'université d'Utah et joue sept matchs lors de sa première saison avec l'escouade spéciale (returner, kicker,…). Il est nommé trois fois jeune joueur de la semaine lors de cette saison. À partir de 2007, il devient cornerback, récupérant un fumble contre l'université de Pittsburgh et interceptant une passe contre l'université de Maine.
En 2008, il intercepte deux passes contre les Cincinnati Bearcats. Le 15 novembre, il entre à la place de Darius Butler et intercepte une passe sur la ligne des trente-sept yard adverse et marque un touchdown (interception return) contre l'université de Syracuse. Il joue treize matchs (dont quatre comme titulaire). Il amène son équipe jusqu'au International Bowl que les Huskies remportent contre l'université de Buffalo.
Au début de la saison 2009, beaucoup d'espoirs sont mis en lui en vue du draft de 2010 de la NFL. L'université du Connecticut remporte le Papajohns.com Bowl contre l'université de Caroline du Sud 20-7. McClain se dit prêt pour rentrer dans le football professionnel et qu'il veut en faire son métier. Cette saison est marquée aussi par le décès de son entraineur ainsi que de celui de son coéquipier et ami Jasper Howard. Lors de cette saison, il remporte le Brian Kozlowski Award pour son courage, sa détermination et son travail.

### Professionnel
Il est sélectionné lors du draft de la NFL au septième tour par les Panthers de la Caroline au 249e choix. Il joue seize matchs (dont deux comme titulaire) avec les Panthers, taclant à six reprises. Il se voit confier en plus le poste de defensive back.
En 2011, il quitte le club en cours de saison pour s'engager avec les Jaguars de Jacksonville où il ne joue aucun match. Le 10 janvier 2012, il signe avec les Falcons d'Atlanta.